# 臭化マグネシウム
臭化マグネシウム（しゅうかマグネシウム）は組成式 MgBr2 で表されるマグネシウムの臭化物塩である。吸湿性の強い白色固体。
水酸化マグネシウムと臭化水素酸の中和反応によって生成する。
{\displaystyle {\ce {{Mg(OH)2}+ 2HBr -> {MgBr2}+ 2H2O}}}
水溶液は中性で、溶解にともないマグネシウムイオンと臭化物イオンに電離する。
{\displaystyle {\ce {{MgBr2}->{Mg2^{+}}+2Br^{-}}}}
日本では、にがりから抽出した臭化マグネシウムと塩素を反応させることで臭素を生産している。